# Zuskamira inexpectata
Zuskamira inexpectata är en tvåvingeart som beskrevs av Adrian C. Pont 1987. Zuskamira inexpectata ingår i släktet Zuskamira och familjen svängflugor.
Artens utbredningsområde är Sverige. Arten är reproducerande i Sverige. Inga underarter finns listade i Catalogue of Life.